# 78816 Caripito
Caripito (asteróide 78816) é um asteróide da cintura principal, a 2,4130291 UA. Possui uma excentricidade de 0,2299983 e um período orbital de 2 026,29 dias (5,55 anos).
Caripito tem uma velocidade orbital média de 16,82508607 km/s e uma inclinação de 5,62916º.
Este asteróide foi descoberto em 4 de Agosto de 2003 por J. Dellinger.